# Zoologischer Garten Bratislava
Koordinaten: 48° 9′ 44″ N, 17° 4′ 28″ O
Der Zoologische Garten Bratislava (slowakisch Bratislavská zoologická záhrada) ist ein Zoo in Bratislava. Er ist 96 Hektar groß und liegt im Stadtbezirk Karlova Ves in einem Wald an den Ausläufern der Kleinen Karpaten. Im Jahr 2007 zählte er über 1300 Tiere, die zu 152 verschiedenen Arten gehörten.
Erste Vorschläge zur Errichtung eines Zoos in Bratislava wurden 1948 gemacht. Zwei mögliche Standorte standen zur Auswahl, Železná studienka (Eisenbrünnl) im Pressburger Waldpark und Mlynská dolina (Mühlthal) in Karlova Ves. Die Wahl fiel schließlich auf Mlynská dolina. 1959 begannen die Bauarbeiten, die offizielle Eröffnung erfolgte am 9. Mai 1960. Seither musste die Fläche des Zoos zweimal markant verkleinert werden. 1981 bis 1985 wurde die Fläche wegen der Errichtung einer Kläranlage und eines Autobahnzubringers reduziert. 2003 musste der Eingang verlegt werden, um Platz für die Bauarbeiten am Sitina-Tunnel der Autobahn D2 zu schaffen. Im Jahr 2006 zählte der Zoo 203.000 Besucher.
|  |  |